# مارفن فريمان
مارفن فريمان (بالإنجليزية: Marvin Freeman)‏ هو لاعب كرة قاعدة أمريكي، ولد في 10 أبريل 1963 في شيكاغو في الولايات المتحدة.

## وصلات خارجية
- مارفن فريمان على موقع دوري كرة القاعدة الرئيسي (الإنجليزية)
- مارفن فريمان على موقعبيزبول رفرنس.كوم (الدوري الرئيسي) (الإنجليزية)
- مارفن فريمان على موقعبيزبول رفرنس.كوم (الدوري الثانوي) (الإنجليزية)
- مارفن فريمان على موقع إي إس بي إن.كوم (أم.أل.بي) (الإنجليزية)
- مارفن فريمان على موقع مشجعي الرسوم البيانية (الإنجليزية)